# Ronde van Madrid 2008
De Ronde van Madrid 2008 was de 22e editie van deze wielerwedstrijd die als meerdaagse koers werd verreden in de Autonome Regio Madrid in Spanje. Het algemeen klassement werd gewonnen door Oleg Tsjoezjda, Ángel Vicioso won het puntenklassement, Eladio Jiménez het bergklassement en LA-MSS het ploegenklassement. Deze wedstrijd maakt deel uit van de UCI Europe Tour 2008. 

## Etappe-overzicht
| Etappe    | Datum   | Start                    | Finish         | afstand      | Winnaar        | Ploeg                       | Leider         |
| --------- | ------- | ------------------------ | -------------- | ------------ | -------------- | --------------------------- | -------------- |
| 1e etappe | 18 juli | Pinto                    | Pinto          | 21,2 km (IT) | Rubén Plaza    | SL Benfica                  | Rubén Plaza    |
| 2e etappe | 19 juli | San Agustín del Guadalix | Colmenar Viejo | 152,7 km     | Ángel Vicioso  | LA-MSS                      | Oleg Tsjoezjda |
| 3e etappe | 20 juli | Madrid                   | Madrid         | 97,2 km      | Manuel Cardoso | Liberty Seguros Continental | Oleg Tsjoezjda |

## Eindklassement
| Ronde van Madrid 2008 |                     |                           |          |
| Plaats                | Naam                | Ploeg                     | Tijd     |
| Gele trui             | Oleg Tsjoezjda      | Contentpolis-Murcia       | 6u26'43" |
| 2                     | Francisco Mancebo   | Fercase - Rota dos Moveis | +00' 26" |
| 3                     | Constantino Zaballa | LA-MSS                    | +00' 32" |
| 4                     | Ángel Vicioso       | LA-MSS                    | +00' 33" |
| 5                     | Nelson Vitrorino    | Palmeiras Resort-Tavira   | +00' 37" |
| 6                     | Iñigo Landaluze     | Euskaltel-Euskadi         | +00' 39" |
| 7                     | Iván Melero         | Orbea-Oreka SDA           | +00' 50" |
| 8                     | Francisco Terciado  | Extremadura-Spiuk         | +01' 00" |
| 9                     | Manuel Ortega       | Andalucia-Cajasur         | +01' 05" |
| 10                    | Xavier Tondó        | LA-MSS                    | +01' 17" |